# Leucocroton microphyllus
Leucocroton microphyllus är en törelväxtart som först beskrevs av Achille Richard, och fick sitt nu gällande namn av Ferdinand Albin Pax och Käthe Hoffmann. Leucocroton microphyllus ingår i släktet Leucocroton och familjen törelväxter. Inga underarter finns listade i Catalogue of Life.